# I Miss You (Blink-182)
I Miss You è un singolo del gruppo musicale statunitense Blink-182, pubblicato il 23 febbraio 2004 come secondo estratto dal quinto album in studio Blink-182.

## Descrizione
La canzone in sé ha un mood dark ed oscuro, che rappresenta una novità per il gruppo. Infatti per la sua realizzazione sono stati usati basso acustico, pianoforte, chitarra acustica e spazzole per batteria. Nel testo si fa riferimento a Jack e Sally, protagonisti del film d'animazione di Tim Burton Nightmare Before Christmas, che richiama l'atmosfera gotica e romantica del video.
Tom DeLonge, chitarrista e voce insieme a Mark Hoppus, afferma di essersi ispirato al brano dei The Cure, Love Cats.

## Video musicale
Nel videoclip del brano si percepiscono forti atmosfere dark, ma allo stesso tempo romantiche e sentimentali.

## Tracce
CD 1
1. I Miss You – 3:47
2. Not Now – 4:09
3. Feeling This (Music Video) – 3:07

CD 2
1. I Miss You – 3:47
2. Not Now – 4:09
3. I Miss You (James Guthrie Mix) – 4:25

## Formazione
- Mark Hoppus – voce, basso
- Tom DeLonge – voce, chitarra
- Travis Barker – batteria

## Classifiche
| Classifica (2004)         | Posizione massima |
| ------------------------- | ----------------- |
| Australia                 | 13                |
| Austria                   | 41                |
| Germania                  | 32                |
| Irlanda                   | 20                |
| Regno Unito               | 8                 |
| Stati Uniti               | 42                |
| Stati Uniti (alternative) | 1                 |
| Svezia                    | 55                |
| Svizzera                  | 51                |